# سیارک ۷۵۵۱
سیارک ۷۵۵۱ (به انگلیسی: 7551 Edstolper، نامگذاری:1981EF26) هفت هزار و پانصد و پنجاه و یکمین سیارک کشف شده‌است که در ۲ مارس ۱۹۸۱ کشف شد.
قدر مطلق سیارک برابر ۴۶.۷ است.